# Edgerton (Ohio)
Edgerton es una villa ubicada en el condado de Williams en el estado estadounidense de Ohio. En el Censo de 2010 tenía una población de 2012 habitantes y una densidad poblacional de 413,65 personas por km².

## Geografía
Edgerton se encuentra ubicada en las coordenadas 41°26′58″N 84°44′59″O / 41.44944, -84.74972. Según la Oficina del Censo de los Estados Unidos, Edgerton tiene una superficie total de 4.86 km², de la cual 4.84 km² corresponden a tierra firme y (0.59%) 0.03 km² es agua.

## Demografía
Según el censo de 2010, había 2012 personas residiendo en Edgerton. La densidad de población era de 413,65 hab./km². De los 2012 habitantes, Edgerton estaba compuesto por el 97.71% blancos, el 0.25% eran afroamericanos, el 0.15% eran amerindios, el 0.45% eran asiáticos, el 0% eran isleños del Pacífico, el 0.65% eran de otras razas y el 0.8% pertenecían a dos o más razas. Del total de la población el 2.49% eran hispanos o latinos de cualquier raza.